# Інформаційна етика
Інформаці́йна е́тика (англ. Information ethics)— розділ прикладної етики, який має своїм предметом формування етичних стандартів та норм поведінки при створенні, поширенні та використанні інформації.

## Історія
Певні етичні правила типу «не гарно читати чужі листи» формувалися в давні часи. Бібліотекарі, архівісти та інші працівники інформаційної сфери стикалися з етичними конфліктами та етичними дилемами задовго до того, як цифрові медіа та інтернет почали змінювати інформаційну сферу. Афоризм Френсіса Бекона «Знання це сила» вказує на той факт, що обмежений доступ до інформації та обмежена освіта були і є передумовами панування правлячих еліт у недемократичних суспільствах. Особливого значення дослідження в галузі інформаційної етики набувають в сучасний період становлення та розвитку інформаційного суспільства. Інформаційна етика пов'язана з комп'ютерною етикою і філософією інформації.
Вже зараз інформаційні технології зачіпають фундаментальні права людини, стосуючись захисту авторських прав, інтелектуальної свободи, відповідальності й безпеки. Інформаційна етика розглядає проблеми власності, доступу, приватності, безпеки й спільності інформації. Розвиток інформаційних технологій справляє величезний вплив на всі сторони життя сучасної людини. На фоні глобалізації сучасного світу особливе значення мають питання інформаційної етики на фоні міжнаціональних, міжкультурних та міжконфесійних відносин. Останнім часом сформувалося навіть поняття Інформаційна війна. Одним із основних завдань інформаційної етики в сучасних умовах простого і широкого доступу кожної людини до інформаційного поля є розробка правил ведення дискусій в інтернеті, які, на жаль, часто ведуться з використанням ненормативної лексики. Важливою складовою сучасної інформаційної етики є журналістська етика.

## Етика соціальних мереж
У будь -якому випадку етичні конфлікти та дилеми не є новим явищем інформаційного суспільства. Але інформаційні технології, засновані на комп'ютерах, цифрових засобах масової інформації та Інтернеті, посилили потенціал серйозного порушення фундаментальних цінностей, пов'язаних із бібліотечною та інформаційною етикою. Квазімонопольні інтернет-компанії, такі як Google, Bing або Yahoo, мають можливість маніпулювати результатами пошуку своїх користувачів, не ризикуючи бути виявленими у кожному конкретному випадку. Соціальні мережі, такі як Facebook, WhatsApp тощо здатні збирати та продавати персональні дані.